# Bari
Situat pe coasta Adriaticii, orașul Bari este capitala regiunii italiene Apulia și a provinciei Bari. Conform datelor din 2022, are o populație de 315.972 locuitori.

## Istoric
În secolul al treilea Bari era un port înfloritor al regiunii Peucezia, care ocupa partea centrală a Apuliei (Apulia este numele vechi al regiunii numite astăzi în limba italiană Puglia). După ce a rezistat invaziei grecești, Bari a fost cucerit de romani și a dobândit statutul de "municipium". A fost invadată de Lombarzi după căderea Romei. În anul 840 Bari a fost ocupat de către sarazini, fiind recâștigat în anul 870 de către bizantini. Orașul devine principalul centru italian din punct de vedere politic, militar și comercial din întreg Imperiu Roman de Răsărit. Dominația bizantină va lua sfârșit în anul 1071.
În anul 1089 începe construcția Bazilicii Sfântul Nicolae (Basilica di San Nicola, în limba italiană), ce se va termina în anul 1197. Acest eveniment este unul de mare importanță, bazilica fiind locul unde se află moaștele Sfântului Nicolae.
În Evul Mediu a fost dominată de Normanzi.

## Economie și transporturi
Bari are legături maritime cu Durres, Albania și cu Bar, Muntenegru (circa 9-10 ore cu vaporul), Corfu, Grecia (11 ore), Igoumenitsa, Grecia (12-13 ore) și Patras, Grecia (20 ore).
Legăturile feroviare sunt asigurate sau via Taranto și Calabria, sau de către linia ce merge pe coasta adriatică de la Lecce în sud, spre Foggia în nord.
Accesul la autostrada A14 se face prin Modugno (Bari Nord) sau Bitritto (Bari Sud).
În Bari există și un aeroport internațional, Bari Palese situat de circa 15 minute distanță de centrul orașului.

## Evenimente
Bari a fost locul de desfășurare al Congresului Eucaristic Național italian din 21 în 29 martie 2005, unde a fost prezent papa Benedict al XVI-lea la prima sa vizită în calitate de papă.
În fiecare an, între 7 și 9 mai, în centrul istoric al orașului se desfășoară Festa di San Nicola, o serbare populară (festival) în cinstea sfântului Nicolae, care este patronul orașului.

## Monumente
Principalele monumente ale orașului sunt Bazilica Sfântul Nicolae (Basilica di San Nicola), Catedrala San Sabino, Castelul Normanno-Svevo, Fiera del Levante, Palatul Provinciei (Palazzo della Provincia), Castelul Svevo, Teatrul Petruzzelli, Teatrul Margherita, faleza (il lungomare) și Stadionul San Nicola din Franța.

## Locuri importante
Printre locurile caracteristice orașului trebuie amintite orașul vechi (città vecchia), unde se află Bazilica Sfântul Nicolae (Basilica di San Nicola) și Catedrala San Sabino (la Cattedrale); Castelul Svevo; stadionul San Nicola (58.300 de locuri); stadionul Victoria; străzile din centru (Via Sparano, Corso Vittorio Emanuele, Piazza del Ferrarese), clădirea centrala a universității (l'ateneo universitario), plajele "Torre Quetta" și "Pane & Pomodoro", portul vechi ('nderre a la lànze).

## Demografie
Bari - evoluția demografică

|  | Graficele sunt indisponibile din cauza unor probleme tehnice. Mai multe informații se găsesc la Phabricator și la wiki-ul MediaWiki. |

Date: Recensăminte sau birourile de statistică - grafică realizată de Wikipedia

## Sport
Stadionul San Nicola din Bari a găzduit evenimente internaționale cum ar fi Campionatul Mondial de Fotbal din 1990, finala Cupei Campionilor Europeni din 1991 și a Jocurilor Mediteraneene din 1997.
La Campionatul Mondial de Fotbal din 1990, pe stadionul San Nicola s-au jucat următoarele meciuri:
- în grupa B:
  - 09.06.90  România - URSS 2-0
  - 14.06.90  România - Camerun 1-2
  - 18.06.90  Camerun - URSS 0-4
- în optimile de finală
  - 23.06.90 Cehoslovacia - Costa Rica 4-1
- finala mică
  - 07.07.90  Italia - Anglia 2-1

În prezent stadionul este folosit de formația locală, AS Bari.

## Administrație locală
După alegerile din 12-13 iunie 2004 a fost ales primar Michele Emiliano (centru-stânga), care l-a înlocuit pe Simeone Di Cagno Abbrescia (centru-dreapta).

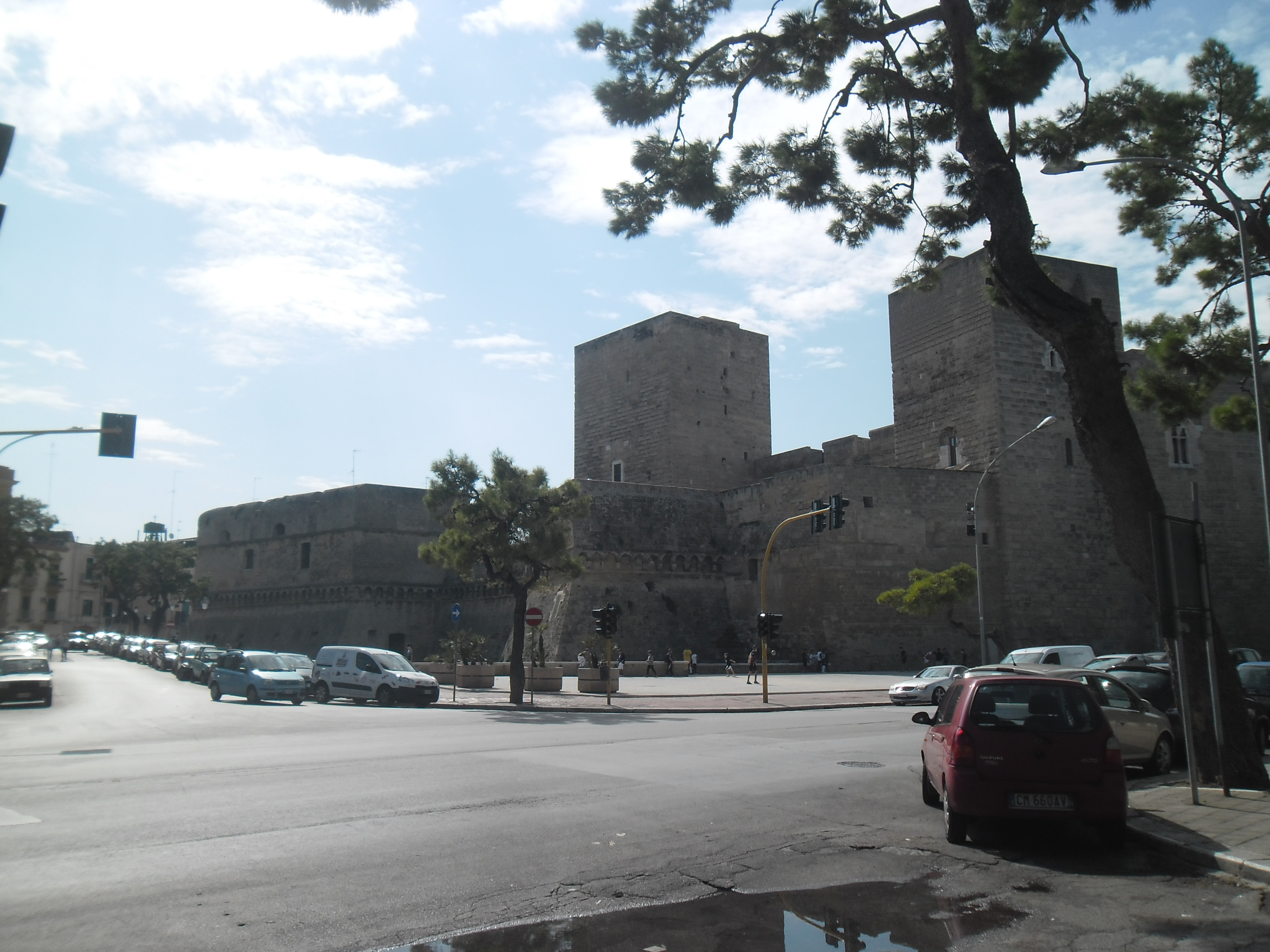
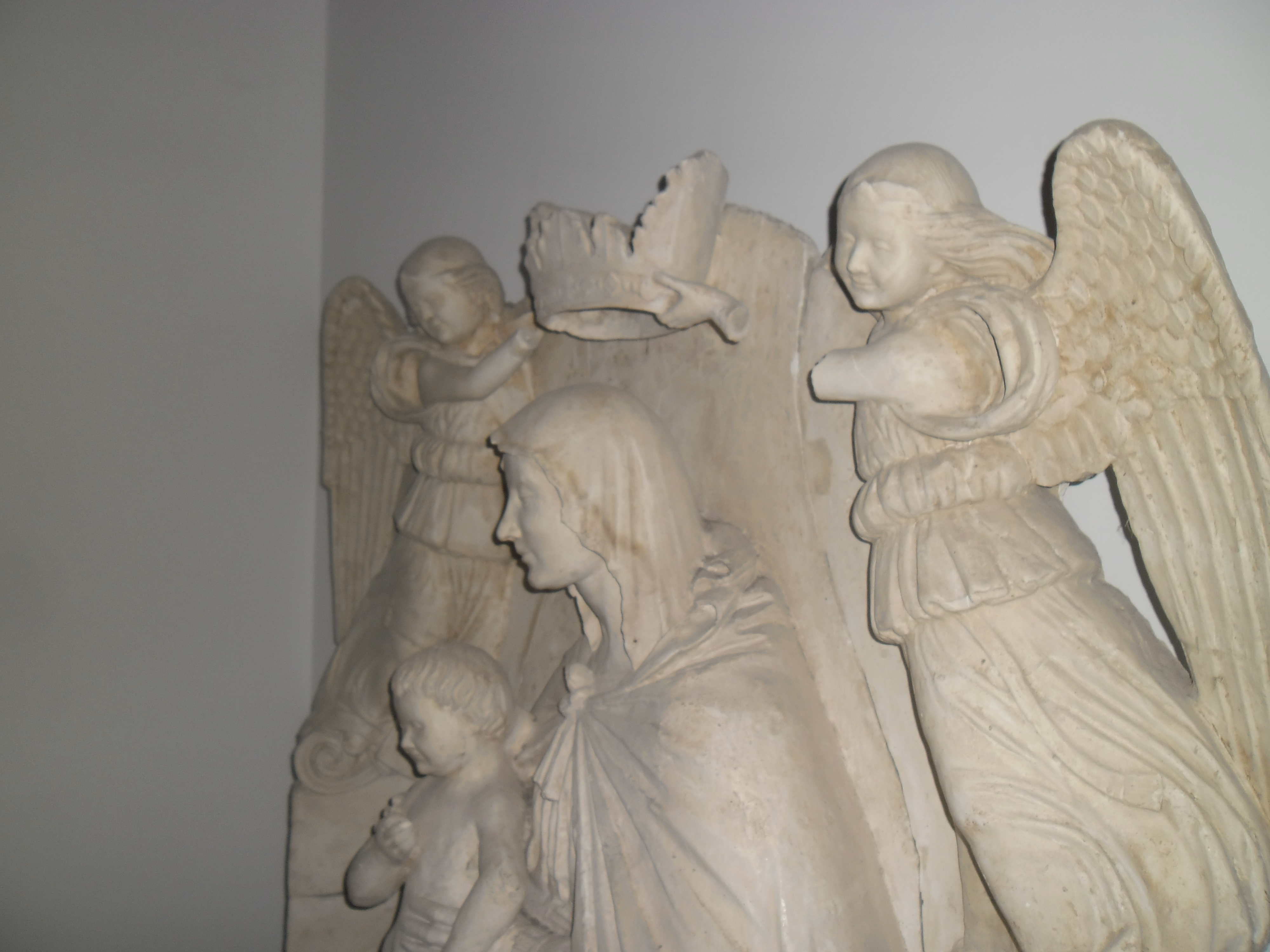
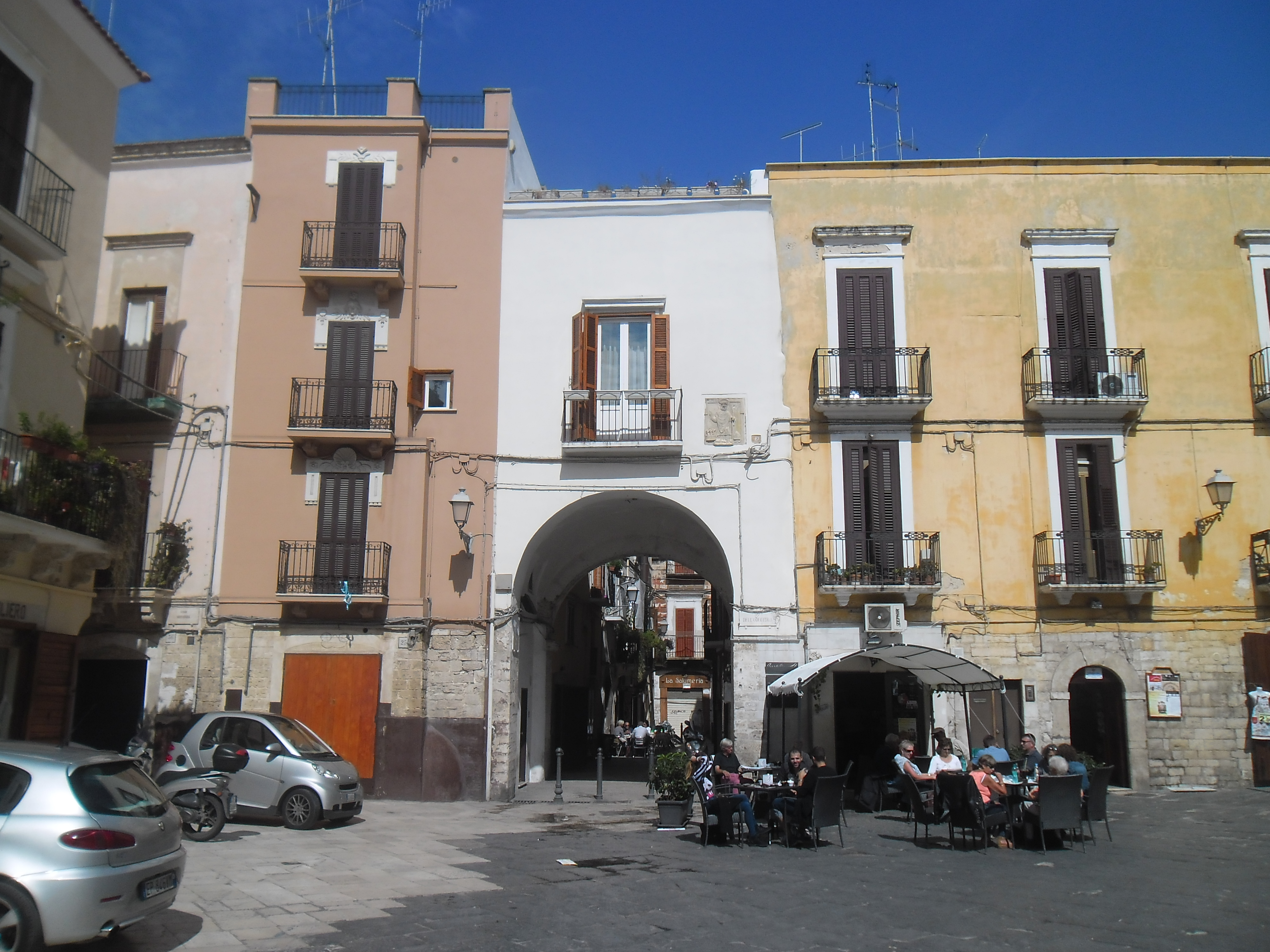
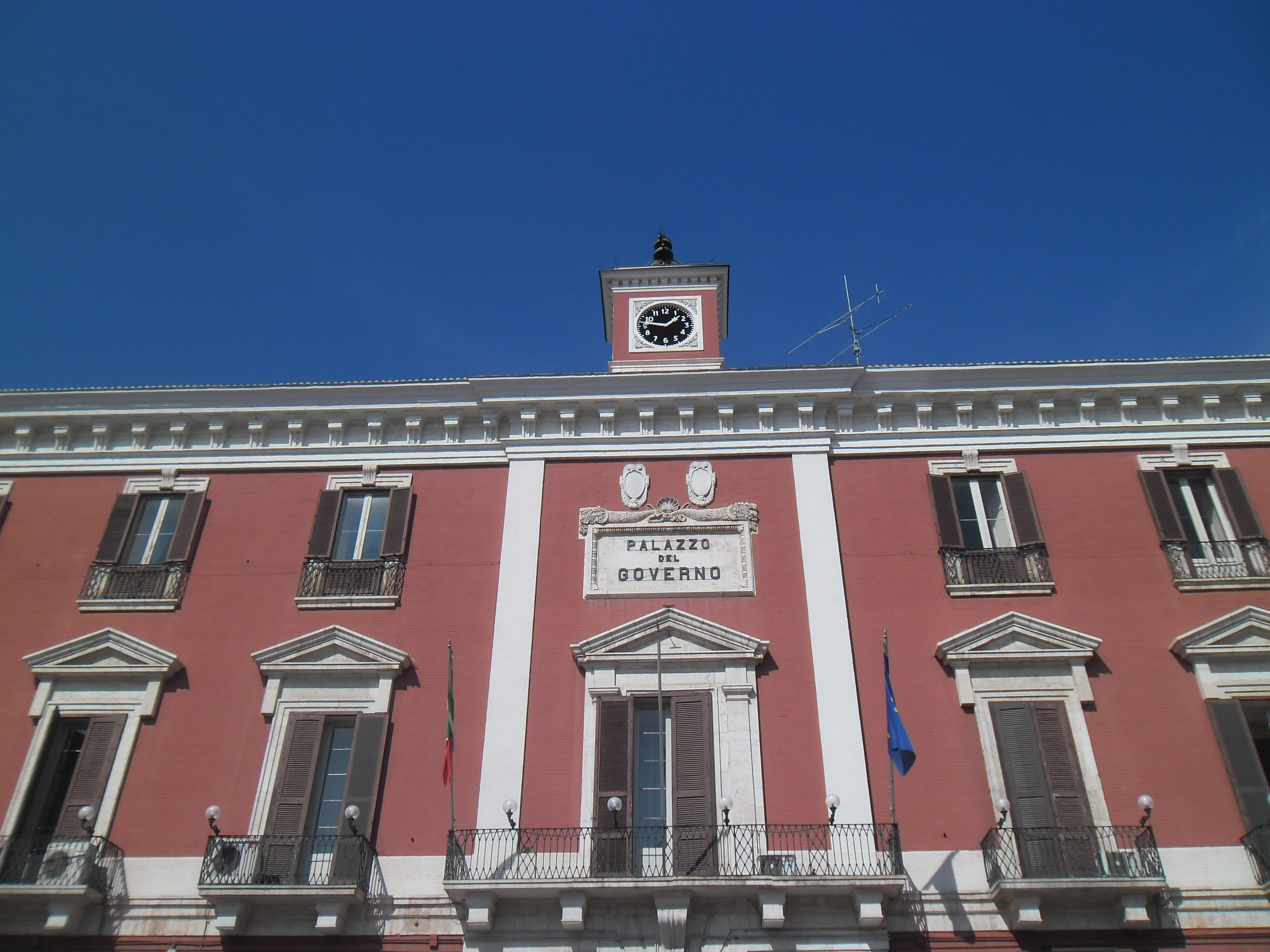
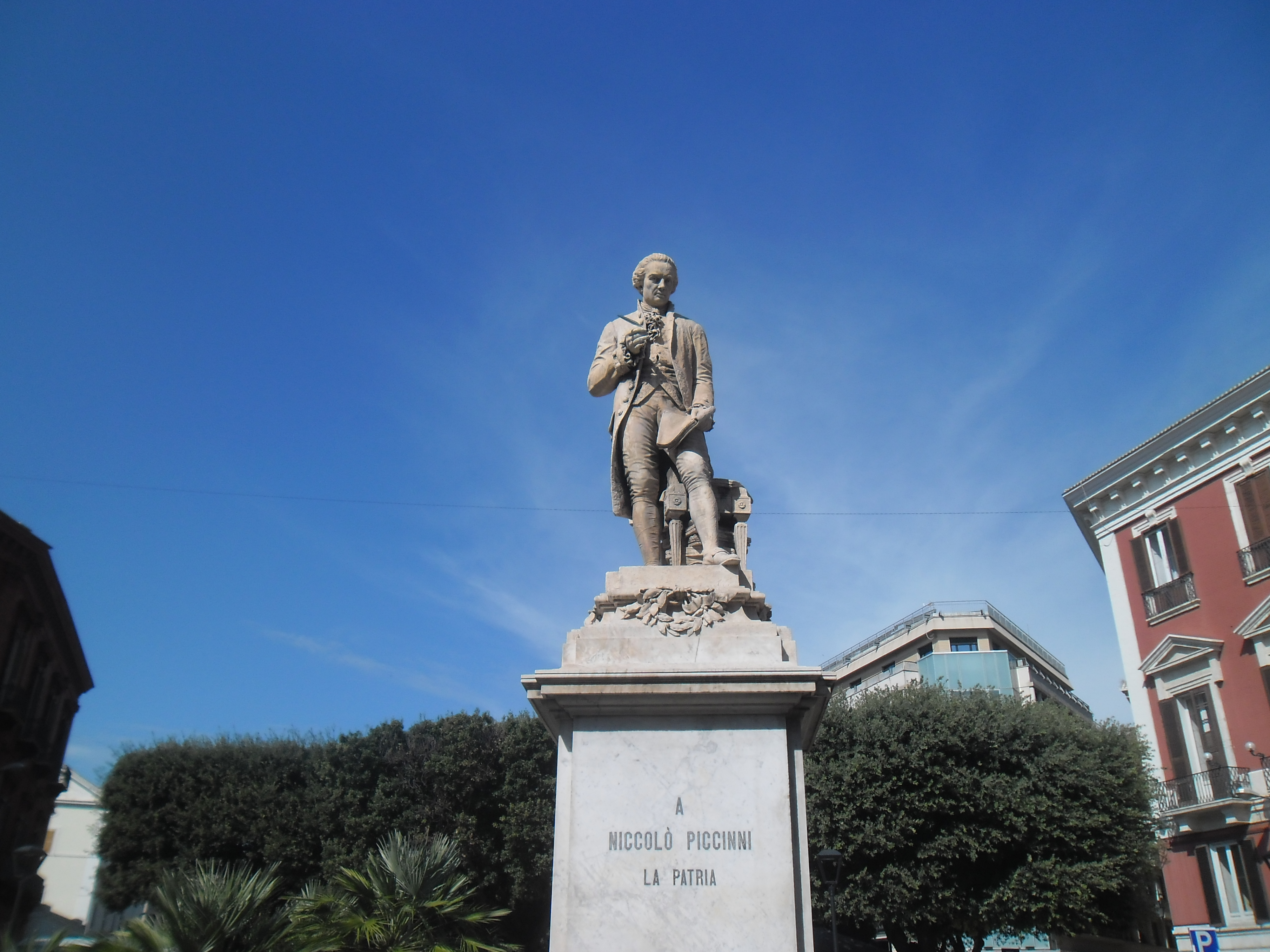
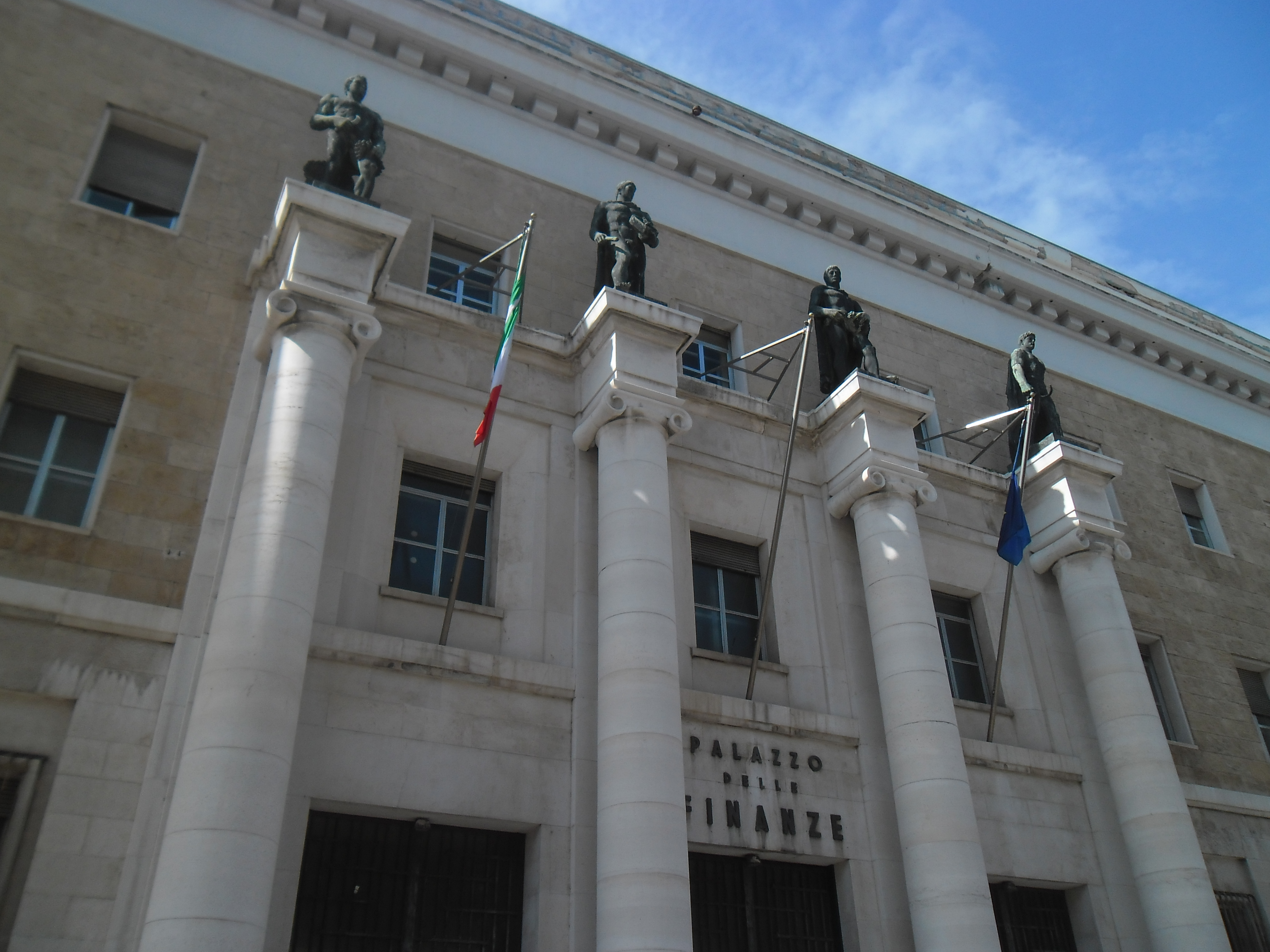
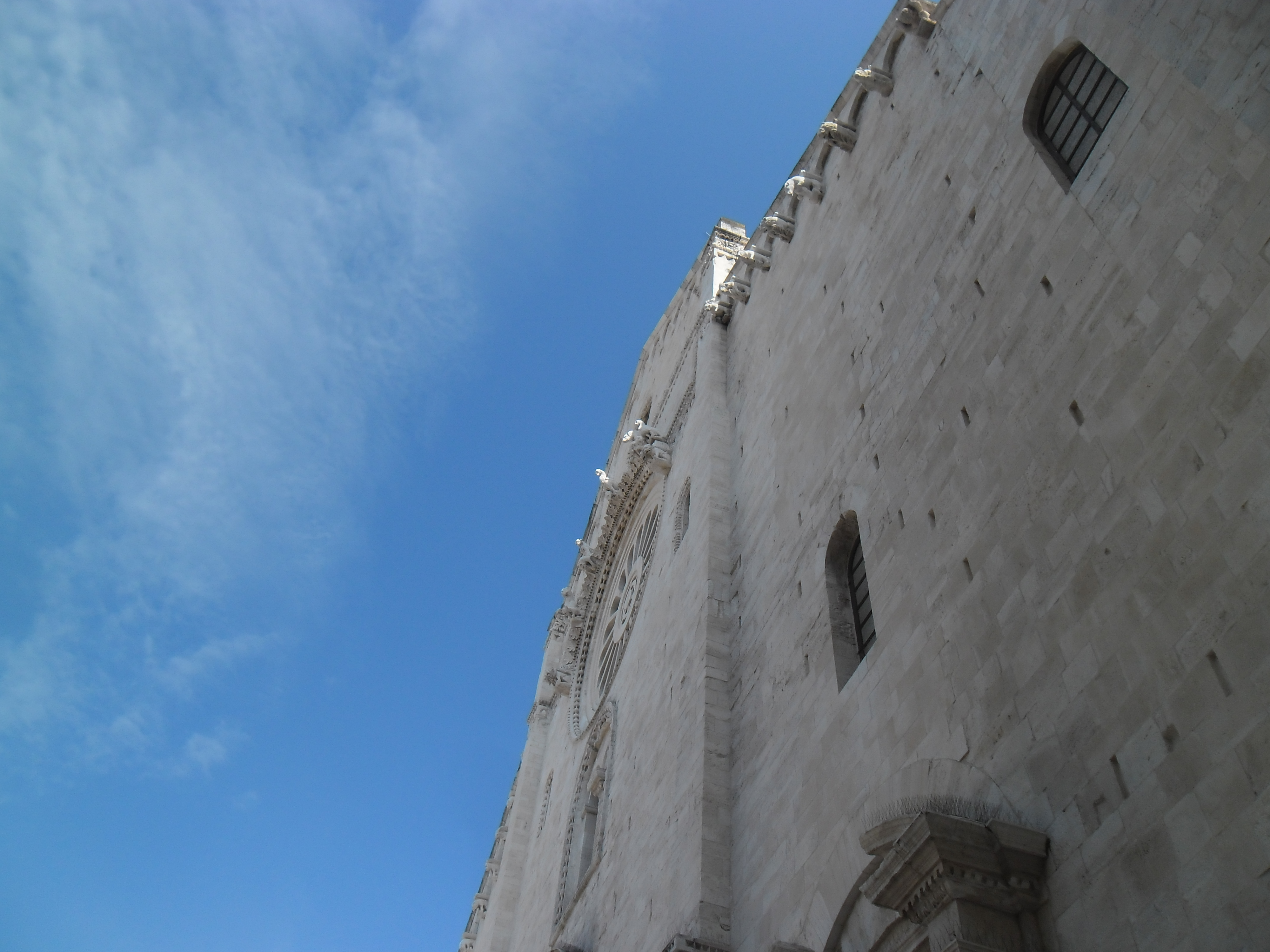
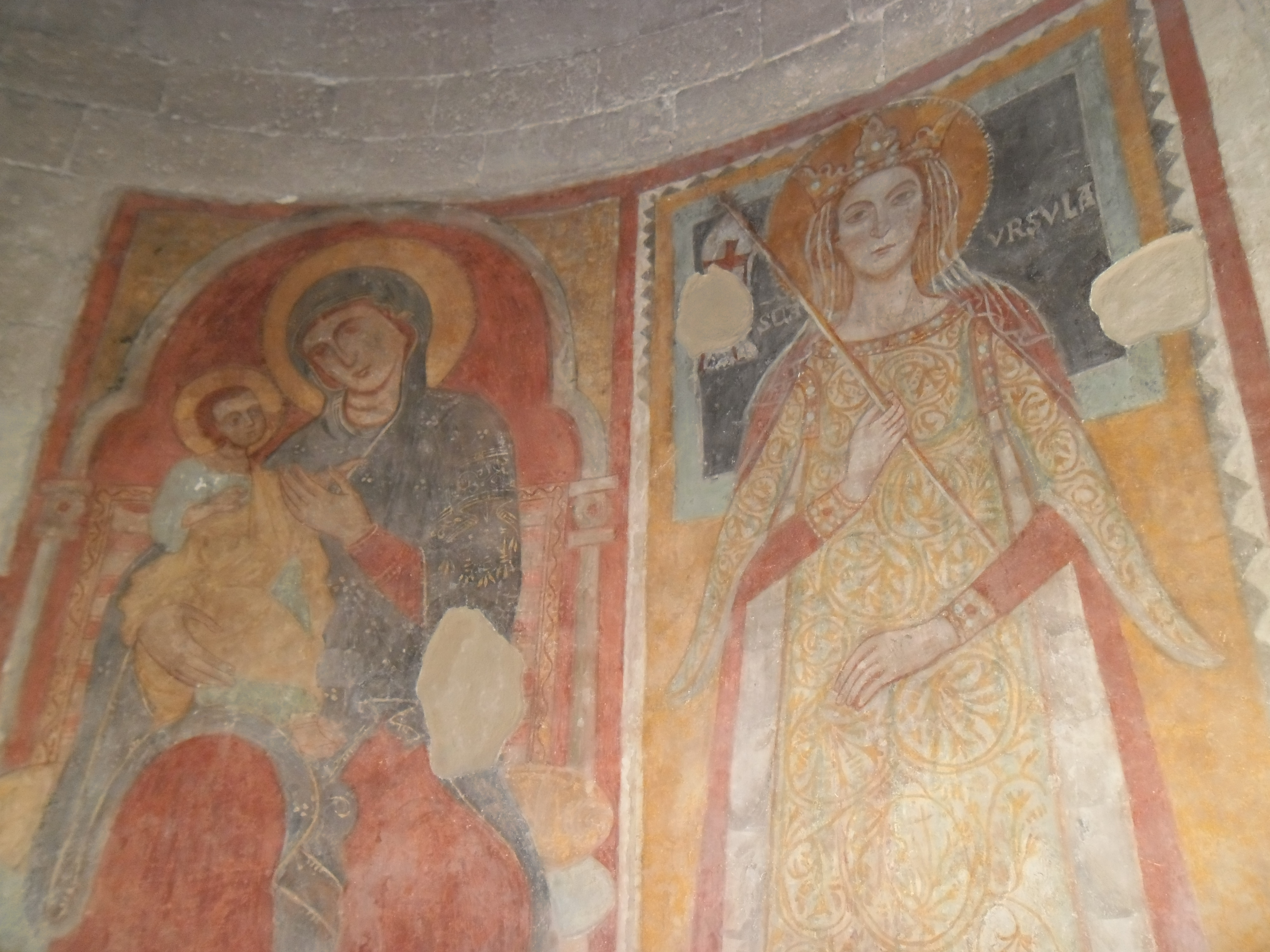
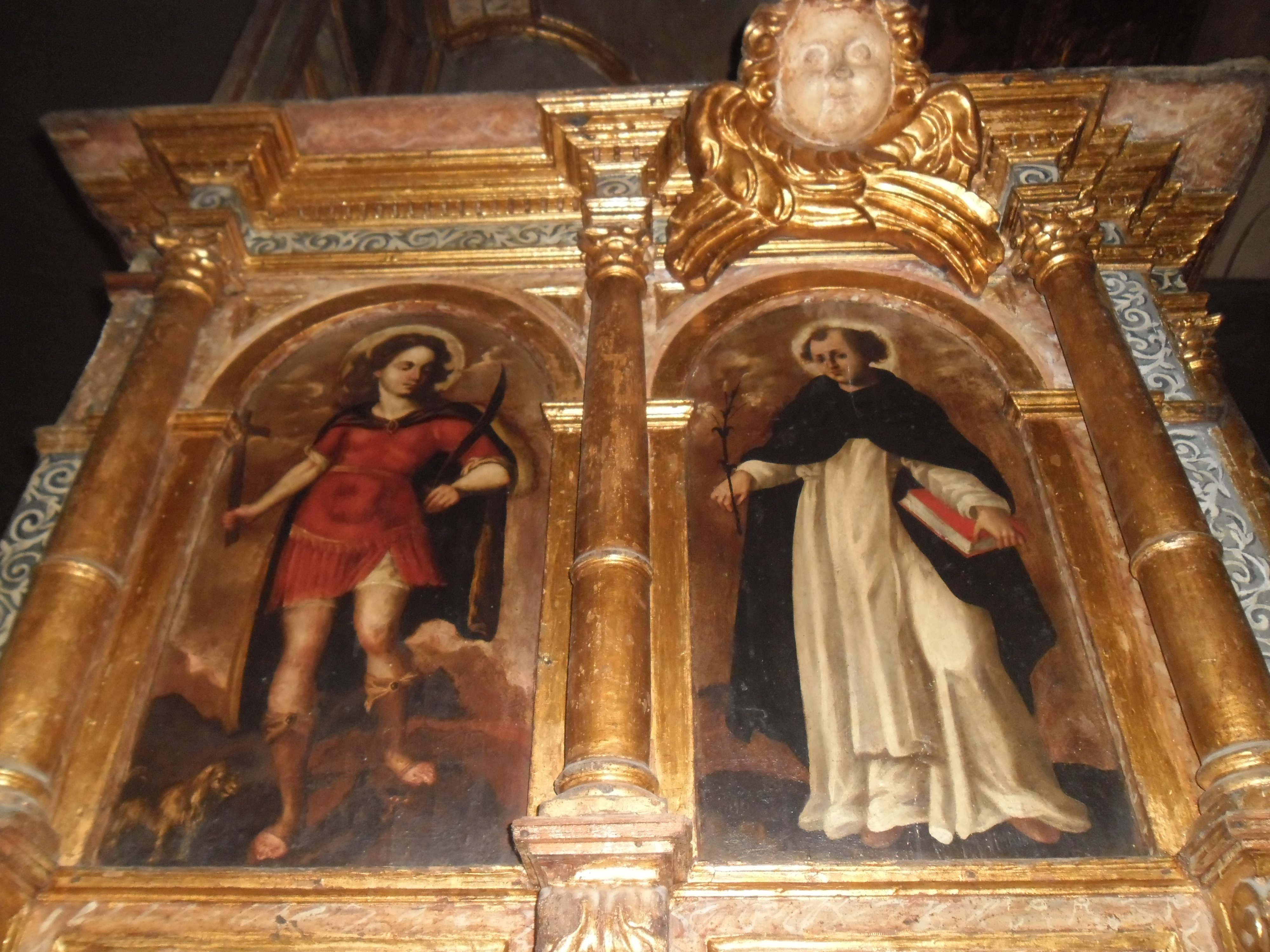
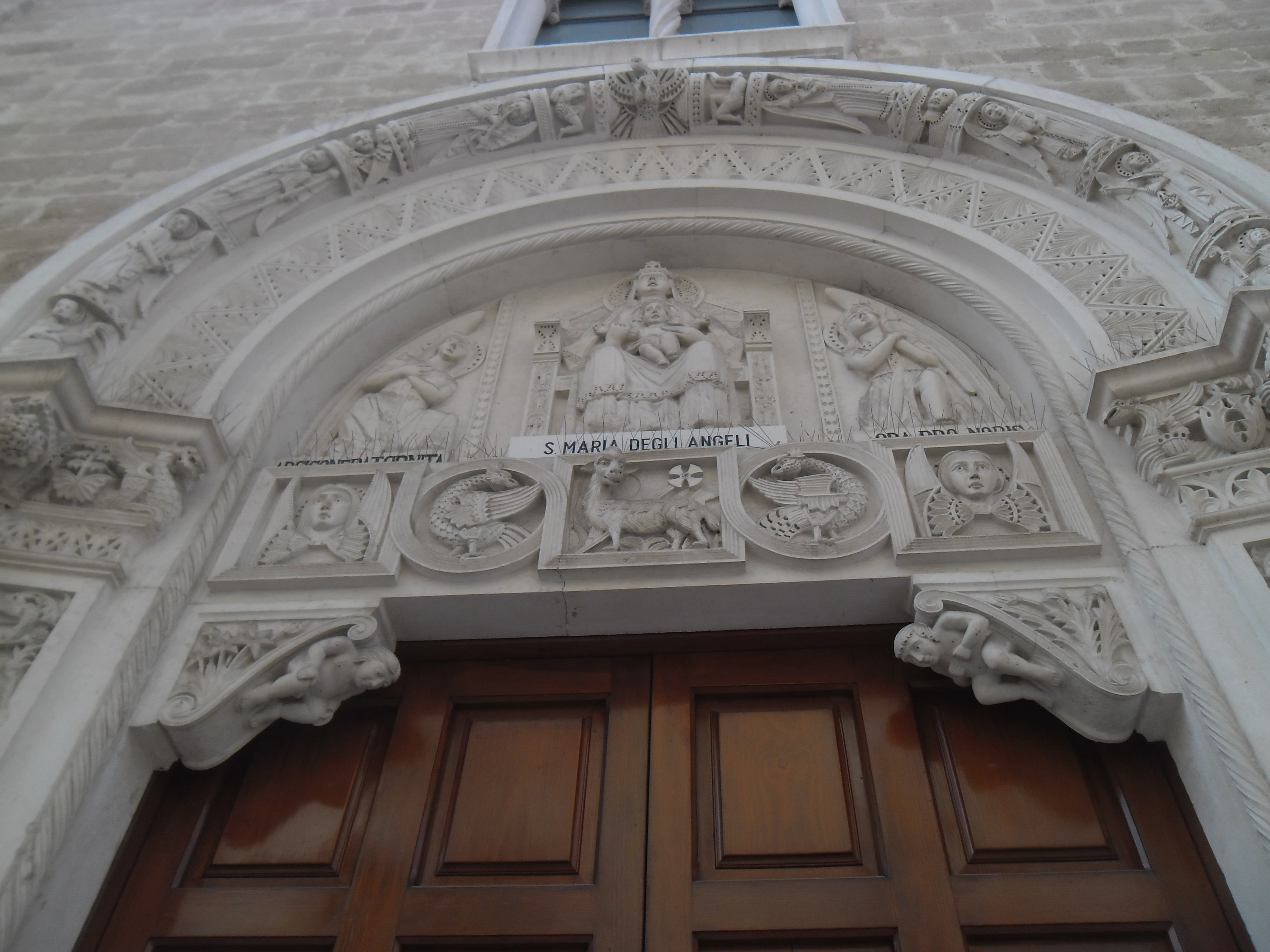
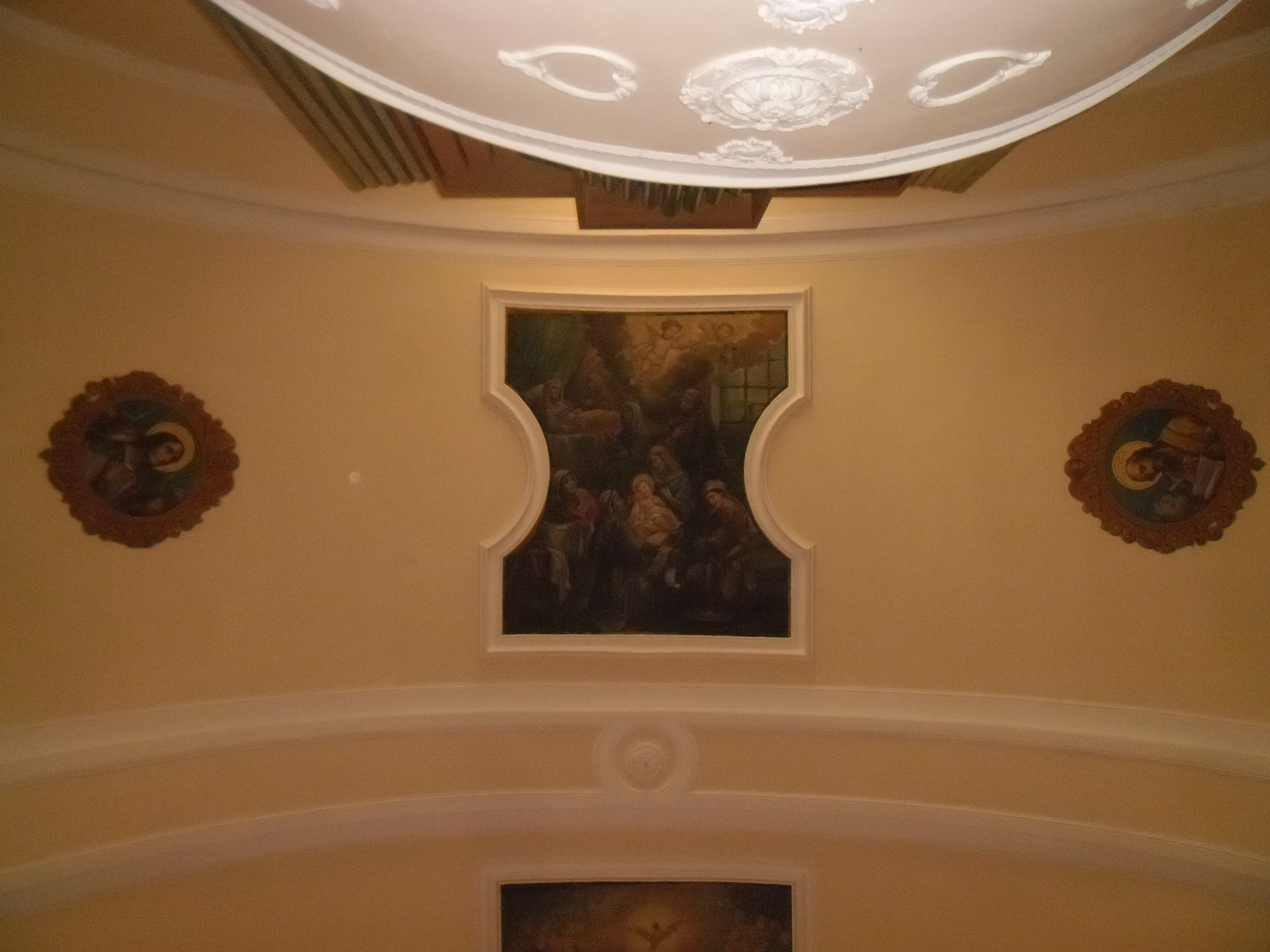
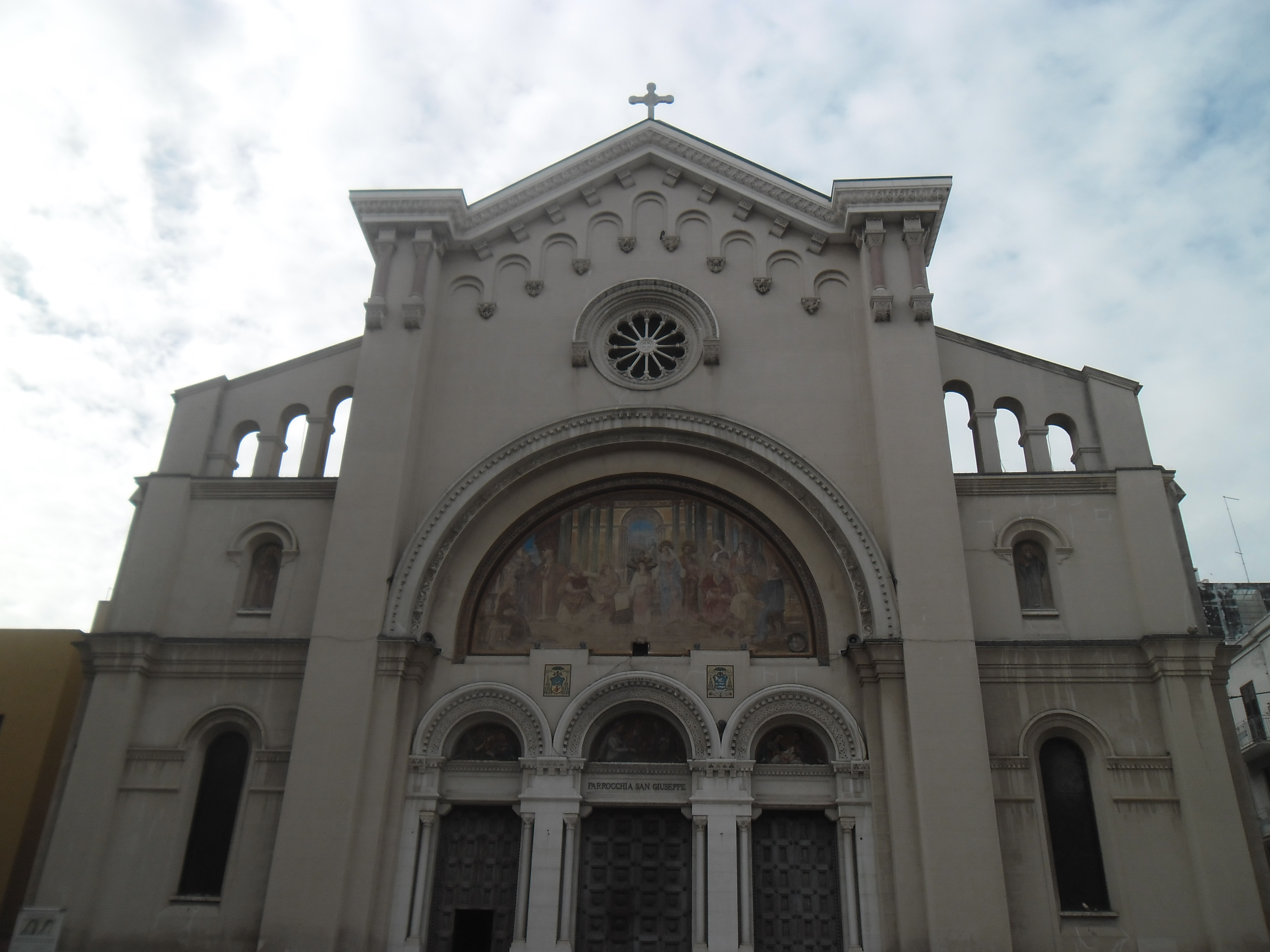
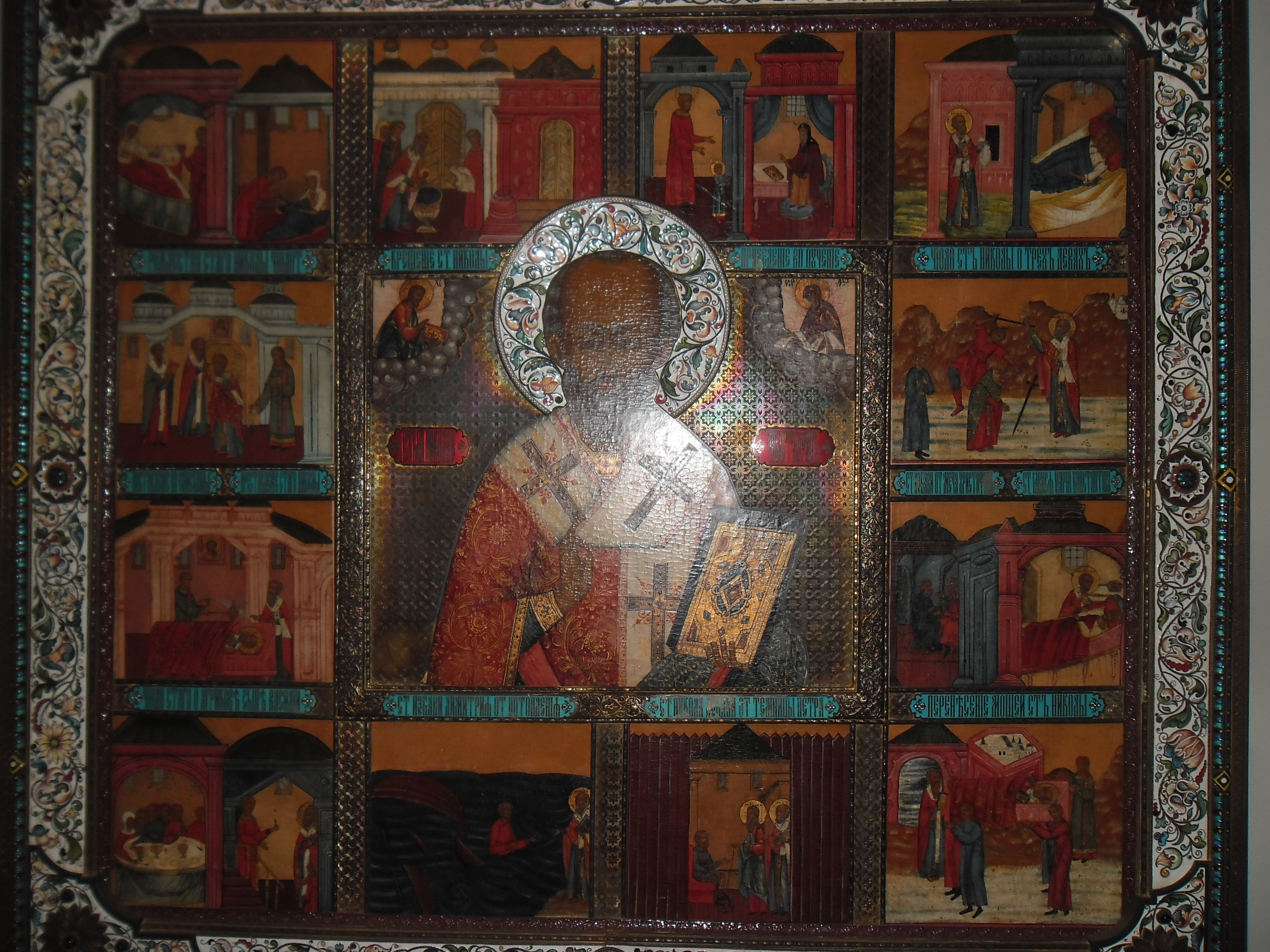
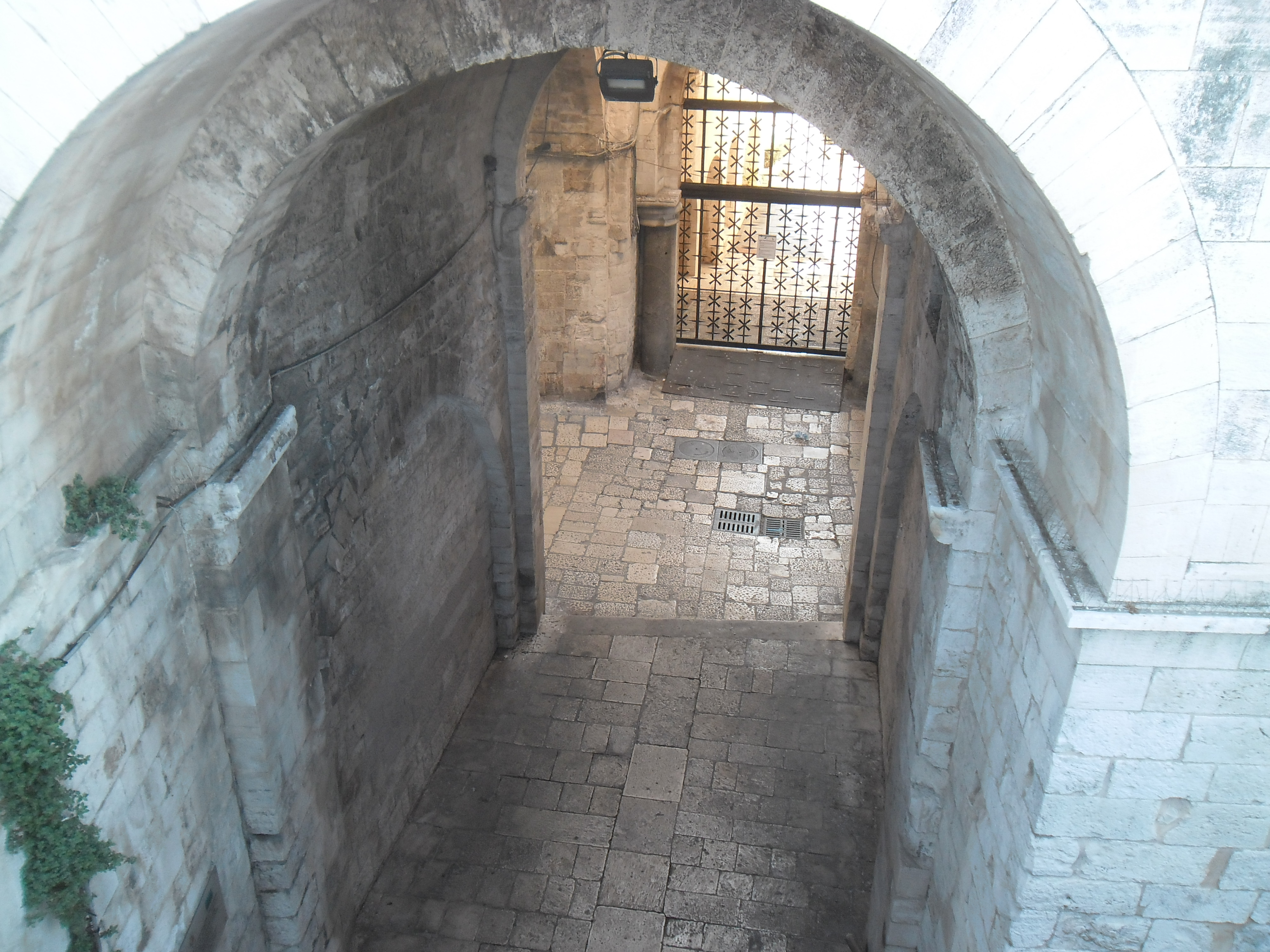

## Personalități născute aici
- Francesco Rossi, (1650-1725) compozitor de operă;
- Licia Albanese, soprană
- Mario Nuzzolese (1915 - 2008), jurnalist;
- Giovanni Laterza, redactor
- Guido Marzulli, pictor
- Marco Misciagna, violonist și violinist;
- Anna Oxa (n. 1961), cântăreață;
- Gianrico Carofiglio (n. 1961), scriitor;
- Thiago Alcântara (n. 1991), fotbalist.